# Sickoakes
Sickoakes var ett instrumentalt åttamannaband från Nynäshamn och Stockholm.
2006 släppte de fullängdsdebuten Seawards på brittiska skivbolaget Type Records. Innan dess hade de släppt diverse demos och 2002 en 12"-splitskiva med krautrockbandet Audionom från Stockholm.